# Parti des démocrates panafricains
Le Parti des démocrates panafricains (PDP) est un parti politique togolais.
Le parti participe en 2007 aux élections législatives mais ne remporte aucun siège. Le PDP rejoint pour les élections législatives togolaises de 2013 la coalition Arc-en-Ciel qui remporte à l'issue du scrutin six des 91 sièges à l'Assemblée nationale.

## Résultats électoraux

### Élections législatives
| Année | Voix   | %    | Élus   | Rang |
| ----- | ------ | ---- | ------ | ---- |
| 2007  | 14 141 | 0,62 | 0 / 91 | 10e  |
| 2018  |        |      | 1 / 91 | 5e   |